# 오력
오력(五力)은 불교에서 수행에 필요한 다섯 가지의 힘인 신력(信力), 염력(念力), 정진력(精進力), 정력(定力), 혜력(慧力)을 말한다. 또는 불가사의한 작용이 있는 다섯 개의 힘인 정력(定力), 통력(通力), 차식력(借識力), 원력(願力), 법위덕력(法威德力)을 말한다.